# Opalit

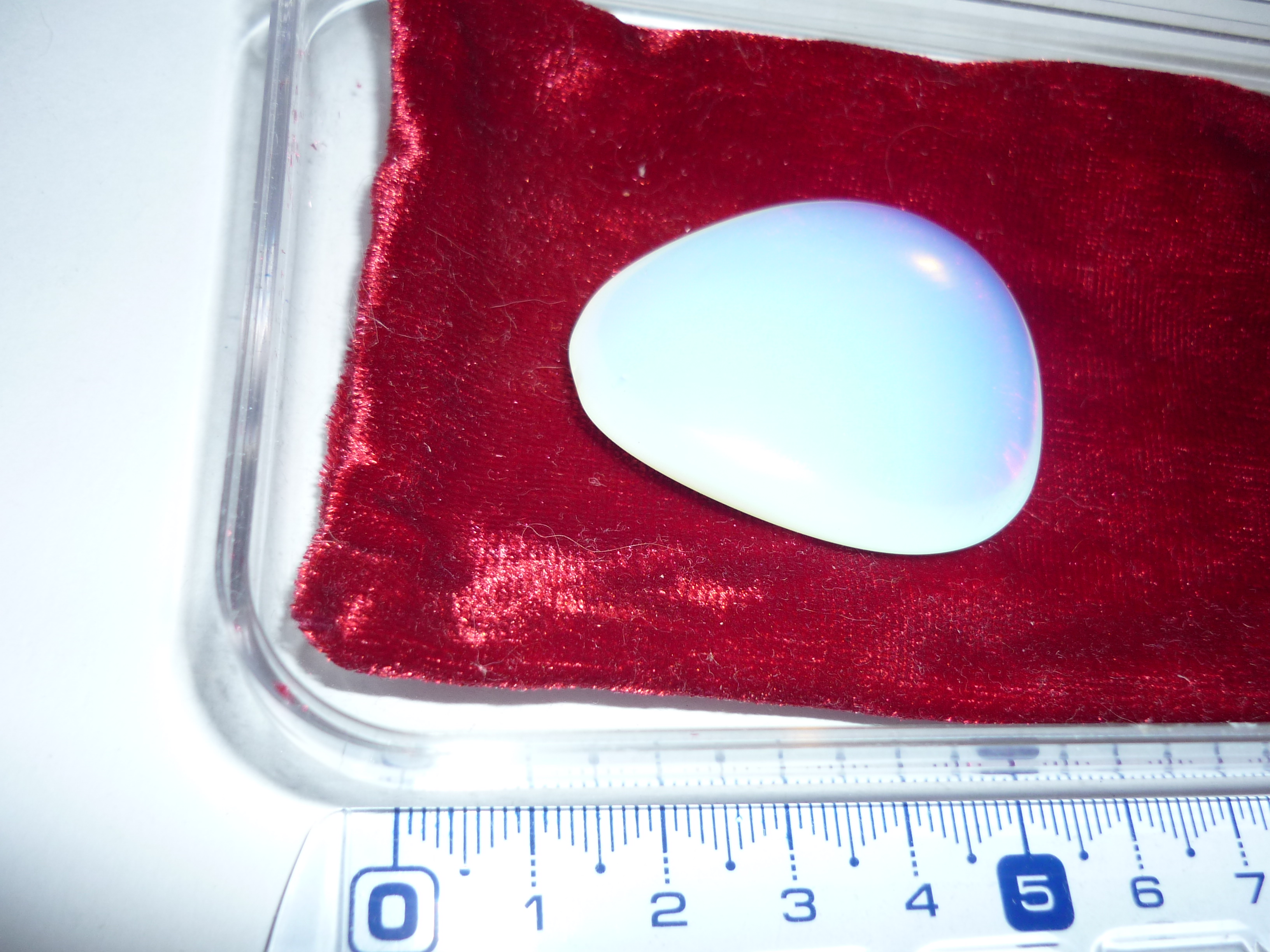
Opalit

Opalit – nazwa zbiorcza rozmaitych rodzajów szkła imitującego minerał opal.
Opality charakteryzują się półprzeźroczystym mlecznym kolorem, mieniąc się na żółto oraz niebiesko (w zależności od kąta padania światła).
Znajdują zastosowanie jako biżuteria oraz w ezoteryce.